# STスタジオ
STスタジオとは、日本の5人組YouTuberグループ、またはそのYouTubeチャンネル名である。STスタジオのサブチャンネルについても記述する。

## 経歴

### 2015年（平成27年）
1月に、せーぎがYouTuberグループを結成するため、りぼん、かずき、たーぼー、こんちゃんの順番に勧誘を行いSTスタジオが結成された。その後、せーぎの友達だったけんとが加入し、結成から4日後の成人式でせーぎの地元の友達だったきょーへいと再会し勧誘した。この時の7人がSTスタジオの初期メンバーであり、当時のせーぎとりぼんのXの投稿でも7人でYouTubeを始めた事を伝えているが、のちに6人で結成した事になっている。7月に、せーぎの弟の紹介でオナブタが7人目のメンバーとして加入した。

### 2016年（平成28年）
1月に投稿されたSTスタジオの1周年動画内で、こんちゃんはメンバーでは無いと説明された。4月に、かずきとけんとが脱退したことが発表されたが、2015年末あたりからせーぎ、りぼん、たーぼー、きょーへい、オナブタの5人で活動をしていた。5月頃からきょーへいが撮影中の事故で入院したためきょーへいのみ活動休止。4月に解散した「わっしょいオンデマンド」のメンバーだったわきをが6月に加入し6人組として活動する。夏に行われたオフ会でせーぎの結婚が発表された。12月31日にオナブタとわきをが脱退し、翌年に「よさこいバンキッシュ」を結成している。

### 2017年（平成29年）
4月頃にきょーへいが復帰した。9月に、時々STスタジオの撮影をサポートしていたたつきと、STスタジオのファンでせーぎの友人だっただいき、春頃からせーぎの友人として出演していたノリの3人が加入し再び7人組として活動する。

### 2018年（平成30年）
2018年、当時のメインチャンネルのアカウントが凍結されたため、それまでのゲームチャンネルをメインチャンネルへ移行し活動を続ける。

### 2019年（令和元年）
9月18日に、ノリが「歌手の夢を叶える」為に脱退。
同日にSTスタジオが運営する軟式野球チーム「STBC」が発足。

### 2021年（令和3年）
1月22日にYouTubeに投稿された動画冒頭で、きょーへいが躁うつ病により活動を休止することを発表。

### 2022年（令和4年）
3月頃から、りぼんが自分のパフォーマンスに納得いかずメンバーと相談し休みを取っていたが、6月10日に復帰を発表。8月13日、メンバーであるたーぼーが結婚することを発表。11月5日に投稿されたフィッシャーズとのコラボ動画が、この年唯一の80万回越えを記録。

### 2023年（令和5年）
10月19日に、りぼんが脱退を発表。

### 2024年（令和6年）
4月3日に、ノリがSTスタジオに復帰すること、長期活動休止していたきょーへいが脱退することが発表され、現在は5人で活動している。

## 概要

### 活動
リーダーであるせーぎをはじめとして5人で活動している。メインチャンネルでは、主に心霊や都市伝説などオカルトを中心とした動画を配信しており、大食いやドッキリなどの企画を行うこともある。また音楽グループとして活動することもあり、楽曲もいくつか発表している。もともと現在のメインチャンネルはゲームチャンネルとして使われていたが、以前のメインチャンネルが凍結・削除されてしまったため、現在のチャンネルを使用している。また、サブチャンネルも開設しており、「STスタジオの楽屋」では、メインチャンネルの動画で取り上げないテーマや、エンターテイメントを中心とした動画や、メインチャンネルで投稿した動画の裏側について取り上げている。「【STBC】ST Baseball Club」では、メンバーが野球チームを結成し、野球を通した活動を動画にしている。また、メンバー全員が、TwitterとInstagramのアカウントを保有しており、グループの公式アカウントもある。Twitterでは、イベントの情報や、YouTubeの動画について投稿している。グループ公式のTikTokアカウントもある。

### STハウス
STハウスは、メンバーが共同で住んでる家だが、動画では、度々この家でおこる心霊現象が記録されている。STハウスの隣が事故物件であり、メンバーは、その影響により、現象が起きるのではないかとしている。特に2階で、心霊現象が頻発するとされており、押し入れの右半分だけが、なぜか板によって蓋をされている。

### グループ名
グループ名の由来は、Sは「せーぎ」の英頭文字、TはSTハウスを借りるまで撮影をせーぎの祖父の部屋でしていたため、せーぎの祖父の「ただし」の英頭文字からとり、スタジオは、他のYouTuberと被らないような名前として考え、STスタジオとした。

## メンバー

### 現在のメンバー
現在は5人で活動している。
| ニックネーム | 姓              | 名              | 生年月日      | 出身地        | 身長  | メンバーカラー | プロフィール | 出典  |
| ------------ | --------------- | --------------- | ------------- | ------------- | ----- | -------------- | --- | ----- |
| せーぎ       | 山田            | 正義            | 1994年5月17日 | 埼玉県 川越市 | 171cm | 赤             | 結成時からのメンバーでリーダー | [ 2 ] |
| たーぼー     |                 |                 | 1995年3月18日 | 青森県        | 180cm | 黄             | 結成時からのメンバー | [ 3 ] |
| だいき       | 小島 (こじま)   | 大輝 (だいき)   | 1995年1月26日 | 埼玉県 戸田市 | 176cm | 紫             | 2017年9月に加入 | [ 4 ] |
| たつき       |                 | たつき          | 1993年7月20日 | 東京都 清瀬市 | 174cm | オレンジ       | 2017年9月に加入 | [ 5 ] |
| ノリ         | 東郷 (とうごう) | 知典 (とものり) | 1994年6月30日 | 岡山県倉敷市  | 169cm | 緑             | 2017年9月に加入後、2019年9月18日に一度脱退したが、2024年4月3日に再加入した。 現在は「EAST LAND BEATS」（旧名「空のシタFAMILIA」）という音楽ユニットと並行して活動している。 | [ 6 ] |

2023年冬から2024年初頭にかけて開催された「新メンバーオーディション」を経て、けーととにょっきの2人が選ばれ、2024年9月現在けーとはマネージャーとして（2024年9月22日に家庭の事情により脱退を発表）、にょっきは準メンバーとして活動している。

### 過去のメンバー
過去には、前述のメンバーに加えて、後述のメンバーがいた。
| ニックネーム | 姓                | 名                | 生年月日       | 出身地        | 身長  | メンバーカラー | プロフィール |
| ------------ | ----------------- | ----------------- | -------------- | ------------- | ----- | -------------- | --- |
| かずき       |                   |                   | 1994年10月6日  | 埼玉県 戸田市 |       |                | 初期メンバーだったが、就職先で出張が多くなったため脱退。 |
| けんと       |                   |                   | 1993年10月29日 |               |       |                | 初期メンバー（結成当時の最年長）だったが、新潟に転勤のため脱退。時々、サブチャンネルやイベントに出演している。                                                                   |
| オナブタ     | 女部田 (おなぶた) | (けい)            | 1996年1月23日  | 東京都        |       |                | 結成した年の7月からのメンバーだったが2016年12月31日に脱退し、わきをとともに「よさこいバンキッシュ」というYouTuberグループを結成して活動していた。                                |
| わきを       | 宮脇 (みやわき)   | 悠吾 (ゆうご)     | 1996年6月12日  | 埼玉県 志木市 |       |                | かずき、けんと脱退直後からのメンバーだったが2016年12月31日に脱退し、オナブタとともに「よさこいバンキッシュ」というYouTuberグループを結成して活動していた。                       |
| りぼん       | 犬走 (いぬばしり) | 匠汰 (しょうた)   | 1995年3月23日  | 群馬県        | 170cm | ピンク         | 初期メンバーだったが、多額の借金や睡眠障害の一つであるナルコレプシーの疑いがあり活動に影響が出てきたため、メンバー間の話し合いを重ねた結果、2023年10月19日をもって脱退となった。 |
| きょーへい   | 川名 (かわな)     | 恭平 (きょうへい) | 1995年1月12日  | 埼玉県 戸田市 | 163cm | 青             | 初期メンバーで、躁うつ病療養のため2021年1月22日より休養中だったが、2024年4月3日に脱退が発表された。                                                                              |

## 再生数ランキング
| 順位 | 投稿日     | 動画名                                                                               | 視聴回数    |
| ---- | ---------- | ------------------------------------------------------------------------------------ | ----------- |
| 1位  | 2018/07/08 | 【心霊現象】信じたくないレベルでガッツリ女の霊の顔が映った…洒落にならない。          | 4,290,293回 |
| 2位  | 2018/08/30 | 【都○伝説】○刑で奇跡的に生き延びた場合とんでもない結末が待っている…。                | 4,106,752回 |
| 3位  | 2018/08/10 | 【心霊現象】ウマヅラコラボで過去最大の数の怪奇現象と女の声が入った…。                | 3,424,969回 |
| 4位  | 2018/09/14 | 【心霊現象】一切ふざけ無しで家に子供の霊から怖すぎる物が届けられました。             | 3,097,062回 |
| 5位  | 2018/07/21 | 【心霊現象】事故物件で霊に繋がる電話番号にかけたら最恐にヤバすぎる声と現象が起きた。 | 2,791,074回 |

## ディスコグラフィ

### シングル
| No. | 配信日                | タイトル       | 規格    | 備考 |
| --- | --------------------- | -------------- | ------- | --- |
| 1st | 2018年8月28日         | ずっとCrew!!!  | Digital | |
| 2nd | 2018年9月29日         | 煌めけ、夢!    | Digital | |
| 3rd | 2018年10月31日        | リア充Fxxk Out | Digital | |
| 4th | 2019年2月11日         | STyle VerteX   | Digital | |
| 5th | 2019年3月23日         | 満開メモリーズ | Digital | |
| 6th | 2019年4月25日         | No Title       | Digital | |
| 7th | 2019年9月（発売中止） | 夢のまた夢・改 | Digital | STスタジオの初のオリジナル楽曲「夢のまた夢」を、ノリがリメイクしたもの。 2019年9月に配信予定だったが、ノリが脱退したため実現されなかった。 |
| 7th | 2024年4月7日          | R&R            | Digital | |
| 8th | 2025年5月18日         | 君が主役の物語 | Digital | |

### その他
| No. | 配信日        | タイトル   | 規格    | 備考 |
| --- | ------------- | ---------- | ------- | --- |
| -   | 2017年2月26日 | 夢のまた夢 | YouTube | 2017年2月に、YouTubeの企画『車なら自分が即興で作ったゴミ曲流してもバレない疑惑www』で、 せーぎ、りぼん、たーぼーが、フリー音源に作詞を行いせーぎ→りぼん→たーぼー→全員（サビ）の順番で3人が歌唱した楽曲。 |